# Europäische Handelskammer in China
Die Europäische Handelskammer in China (European Union Chamber of Commerce in China; kurz: European Chamber oder EUCCC) ist eine gemeinnützige, nicht regierungsabhängige Vereinigung zur Unterstützung und Interessenvertretung von Unternehmen aus der Europäischen Union, die in China wirtschaftlich aktiv sind. Das vorrangige Ziel der EUCCC ist die Erlangung und Erhaltung eines wirtschaftlichen Umfelds, das allseits erfolgreiches Handeln erlaubt. Aktivitäten sind Dienstleistungen für die Mitglieder, deren Interessenvertretung, die Analyse der wirtschaftspolitischen Entwicklung und Netzwerkbildung. Die Kammer wurde im Jahr 2000 gegründet und hat ihren Sitz in Peking.

## Geschichte
Die EUCCC wurde am 19. Oktober 2000 von 51 europäischen Unternehmen gegründet, die sich so einen gemeinsamen Vertreter ihrer Interessen in China schufen. Die Kammer ist Teil des wachsenden Netzwerks von European Business Organisation Worldwide Network (EBOWWN). Dieses Netzwerk fördert die Interaktion zwischen den Mitgliedern und den Gastländern und stellt engeren Kontakt zur Europäischen Kommission her. Der ursprüngliche Zweck der Kammer bestand darin, zu analysieren, ob und wie China seinen WTO-Verpflichtungen nachkommt.

## Ziel und Vorgehen
Ausländische Unternehmen beklagten seit langem ihre ungleichen Wettbewerbsbedingungen gegenüber einheimischen Firmen und ein undurchsichtiges regulatorisches Umfeld in China. Ihr Gedanke war es, als europäische Interessenvertretung mehr Gewicht zu haben als nationale Kammern.
Kommunikation sowohl mit Behörden Chinas wie auch Unterrichtung der europäischen Institutionen dienen dem Zweck, auf Missverhältnisse hinzuweisen und der politischen Ebene aus der Praxis entwickelte Handlungsempfehlungen zur Verfügung zu stellen. In die Positionsfindung werden Think tanks, Akademische Kreise, international Organisationen, andere Handelskammern und Wirtschaftsverbände einbezogen.
Die EUCCC setzt sich für die Schärfung des Bewusstsein für und die Einhaltung der einschlägigen lokalen Gesetze, Richtlinien und Vorschriften ein. Sie erleichtert auch die Vernetzung zwischen ihren Mitgliedern, Botschaften und chinesischen Interessengruppen. Sie betreut ein Netzwerk von Unternehmen und Fachleuten und hilft ihnen beim Meinungs- und Erfahrungsaustausch über Geschäfte in China. Die EUCCC ist in erster Linie eine Lobbyorganisation, die sich in Arbeitsgruppen und Foren organisiert. Diese Gruppen dienen als Plattform für die Kammergemeinschaft und andere lokale Organisationen, um Informationen auszutauschen, gemeinsame Interessen zu verfolgen, Handel und Investitionen zu fördern und die Zusammenarbeit zu stärken.

## Organisation
Die EUCCC hat mehr als 1.600 Mitglieder in sieben Bezirken, die Stützpunkte in neun chinesischen Städten unterhalten (Beijing, Nanjing, Guangzhou, Shenzhen, Shanghai, Shenyang, Chengdu, Chongqing und Tianjin). Die EUCCC ist vom chinesischen Handelsministerium (Ministry of Commerce of the People's Republic of China) und der Außenwirtschaftsagentur China Council for the Promotion of International Trade (CCPIT) anerkannt und bei dem zuständigen Ministerium (Ministry of Civil Affairs, MCA) registriert.

### Geschäftsführender Vorstand
Der Vorstand der EUCCC besteht aus dem Präsidenten, sechs Vizepräsidenten, dem Schatzmeister, drei Vertretern der EU-Mitgliedsstaaten und dem Generalsekretär der EUCCC. Die Vertreter der Mitgliedsunternehmen werden für eine zweijährige Amtszeit gewählt, die einmal verlängert werden kann.
Präsident ist Jens Eskelund, Firma MAERSK.

### Aufsichtsrat
Der Aufsichtsrat der EUCCC besteht aus einem Vertretern eines jeden Mitgliedslands der EU. Der Aufsichtsrat tritt regelmäßig zusammen, um die Arbeit des geschäftsführenden Vorstands zu überwachen und zu steuern. Die nationalen Vertreter werden von den nationalen Handelskammern oder Botschaften benannt.

### Geschäftsstelle
Die Geschäftsstelle der EUCCC mit Sitz des Generalsekretärs befindet sich im Beijing Lufthansa Center, Peking.

## Veröffentlichungen
Die EUCCC veröffentlicht regelmäßig und aus besonderen Anlässen Standpunkte, Analysen und Bewertungen zu der Wirtschaftslage und den Entwicklungspotenzialen ausländischer Unternehmen in China.
Sie gibt ferner alle zwei Monate das Magazin EUROBIZ heraus.